# Helmut Presser
Helmut Presser (* 28. August 1914 in Passau; † 27. August 1995 in Mainz) war ein deutscher Bibliothekar, Archivar und Historiker.

## Leben
Helmut Presser wurde kurz nach Ausbruch des Ersten Weltkrieges im August 1914 in Passau geboren. Er kam mit elf Jahren nach Mainz und besuchte dort die Schule. Kurz vor dem Abitur brach er die Schule ab und ging an die Staatsschule für Kunst und Handwerk in Mainz, um dort die Buchkunst zu studieren. Hier fand er unter Anleitung von Christian Heinrich Kleukens das Interesse an dem schönen Buch. Er holte das Abitur nach und studierte Germanistik, Philosophie und Kunstgeschichte in Heidelberg, Berlin und Bonn. Er wurde maßgeblich durch den Gutenberg-Forscher Adolph Tronnier (1875–1962) geprägt. An der Universität Bonn wurde er 1939 bei Hans Naumann zum Dr. phil. promoviert. Der Titel der Dissertation lautete „Das Wort im Urteil der Dichter“. 
Im Zweiten Weltkrieg leistete er Kriegsdienst und wurde an Silvester 1942 am linken Arm schwer verwundet. In der Zeit der Rekonvaleszenz leitete er u. a. ein Marionettentheater und lernte, mit der linken Hand zu schreiben. 
Nach dem Zweiten Weltkrieg wurde Presser wissenschaftlicher Angestellter bei der Stadt Mainz und leitete als Bibliotheksdirektor einige Jahre die Stadtbibliothek Mainz. 1963 wurde er Nachfolger von Aloys Ruppel als Direktor des Gutenberg-Museums in Mainz und leitete dies bis zu seiner Pensionierung 1977. Er holte die ausgelagerten Bücherbestände in das neu eröffnete Museum zurück und erweiterte den Bestand des Museums um zahlreiche neue Bestände. U.a. erwarb den berühmten Band der Gutenberg-Bibel.
In der Amtszeit von Presser wurden über 300 Ausstellungen im Gutenberg-Museum konzipiert. Die Beziehungen im In- und Ausland wurden stark erweitert. Presser hat über 140 Publikationen veröffentlicht.
Helmut Presser war mit der Künstlerin Ursula Presser-Saelzer verheiratet. Aus der Ehe sind die beiden Söhne Manuel und Claudio hervorgegangen.

## Veröffentlichungen
- 1940: Das Wort im Urteil der Dichter, Würzburg-Aumühle.
- 1962: Das Buch vom Buch, Bremen.
- 1968: Gutenberg-Museum der Stadt Mainz – Weltmuseum der Druckkunst, München.
- 1967: Johannes Gutenberg, Reinbek bei Hamburg.